# Guglielmo Caetani, II duca di Sermoneta
Guglielmo Caetani (Roma, 1465 – Roma, dicembre 1519) è stato un militare italiano.

## Biografia

### I primi anni e l'inizio della carriera militare
Nato nel 1465 a Roma, Guglielmo era l'ultimo dei figli di Onorato, signore e duca di Sermoneta, e di sua moglie, Caterina Orsini. Nel 1482, seguendo l'esempio del fratello Nicola, decise di intraprendere la carriera militare entrando al servizio dell'esercito pontificio sotto papa Sisto IV.
Dopo la morte del pontefice in carica, nel 1484, si riaprirono le contese tra le varie e potenti famiglie nobili romane, alle quali Guglielmo prese parte al fianco di altri membri della sua famiglia e alla famiglia dei Colonna contro gli Orsini, per quanto sua madre appartenesse a questa casata che con i Caetani vantava diversi legami di sangue. Il 28 giugno del 1485, assieme ai membri della famiglia Colonna e della famiglia Savelli, prese parte alla battaglia di Civita Latina, venendo però sconfitti dall'armata degli Orsini, capeggiata da Paolo Vitelli. Dopo la sconfitta subita sul campo di battaglia, il Caetani non riuscì a fermare il dilagare delle truppe avversarie nei propri feudi di Cisterna, Ninfa e Sermoneta, dove vennero compiute diverse razzie. Il 4 settembre 1485, grazie alla mediazione di papa Innocenzo VIII, venne raggiunta la pace e i fratelli Caetani firmarono un'alleanza con i fratelli Prospero e Fabrizio Colonna.
Il 10 gennaio 1490, Guglielmo sposò Francesca Conti, figlia di Bruno e nipote di Girolamo, vescovo di Massa.
Nel luglio del 1494, dopo la morte improvvisa del fratello Nicola per avvelenamento, Guglielmo si ritrovò erede della condotta militare di 60 soldati che era stata gestita dal fratello, dopo conferma di papa Alessandro VI. Nell'ottobre di quello stesso anno, mentre Carlo VIII di Francia si stava dirigendo verso lo Stato della Chiesa, fu lo stesso pontefice a chiedere al Caetani di preparare i suoi uomini e di agire assieme alle truppe del regno di Napoli inviate da Alfonso d'Aragona a difendere i territori pontifici. Guglielmo si occupò in particolare dei rifornimenti alle due armate e del pericoloso attraversamento delle paludi Pontine. Alessandro VI gli affidò quindi il governatorato militare di Velletri. Prese parte in seguito alla battaglia di Fornovo e contrastò sempre al fianco dei fratelli Colonna, il presidio francese lasciato a Napoli.
A seguito di queste imprese, fu Giacomo a combinare il matrimonio di Giovannella Caetani, sua sorella, con Pier Luigi Farnese, i quali saranno insieme genitori del cardinale Alessandro, futuro papa Paolo III.

### Contrasti con Alessandro VI Borgia

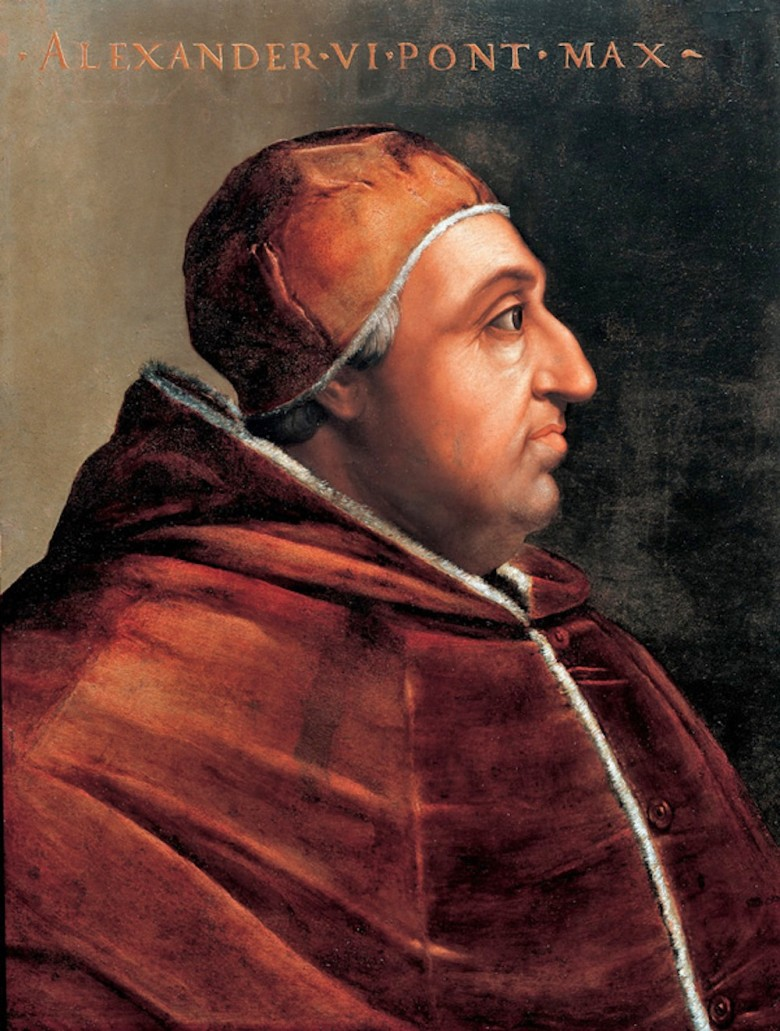
Alessandro VI Borgia fece ricadere Giacomo Caetani nel suo programma di assoggettamento delle famiglie nobili romane alla Santa Sede

Quando la situazione esterna sembrò essersi placata, papa Alessandro VI rivolse ad ogni modo la sua attenzione all'interno dello Stato Pontificio, occupandosi in particolare della repressione del baronaggio romano. Per effettuare tale programma, papa Borgia sapeva di dover soggiogare le principali famiglie nobili romane tra cui gli Orsini (sconfitti nel 1497) e poi i Caetani, in particolare perché questi controllavano l'area di Sermoneta che rappresentava un punto di passaggio fondamentale dal Lazio al Regno di Napoli che Alessandro VI si era proposto di conquistare. Per fare ciò, però, il papa sapeva di dover isolare Giacomo (in particolare per scongiurare un possibile intervento in suo favore della famiglia Colonna, potentissima nel Basso Lazio): l'occasione pervenne al pontefice per un'azione repentina condotta da Guglielmo stesso coi propri uomini contro la comunità di Sezze che minacciavano i suoi vassalli di Sermoneta e Bassiano.
Intervenne il pontefice a pacificare gli animi tramite Giovanni Sacco, arcivescovo di Ragusa in Dalmazia, il quale da un lato fece raggiungere alle due parti la tregua, dall'altra, su consiglio di Alessandro VI, istigò gli abitanti di Sezze a insorgere nuovamente. Di fronte ad una nuova ondata di violenze, Guglielmo decise di scrivere al pontefice per meglio comprendere come doveva comportarsi a fronte dell'interruzione improvvisa della tregua stipulata e Alessandro VI gli disse di farsi giustizia da solo come meglio credeva.
Guglielmo quindi cadde nell'inganno di papa Borgia e con 500 uomini massacrò gli abitanti della comunità di Sezze, ma fu a quel punto, di fronte alla carneficina, che Alessandro VI rivolse contro gli stessi Caetani l'accusa di ribellione, dal momento che il massacro commesso gli era parso eccessivamente sproporzionato rispetto ai fatti. Contro i Caetani, Alessandro VI emise il 22 settembre 1499 la bolla Sacri Apostolatus ministerio che comprendeva la scomunica di Guglielmo e di suo fratello Giacomo, la privazione dei loro privilegi feudali (devoluti alla Camera Apostolica), delle loro dignità e dei loro incarichi presso la Santa Sede, nonché la confisca di tutti i loro beni personali.
Guglielmo a questo punto comprese l'inganno nel quale era caduto con la sua famiglia e per questo, anziché fare come il fratello Giacomo e portarsi a Roma per implorare perdono presso il pontefice, decise di rimanere nella rocca di Sermoneta e di prepararsi a fronteggiare in loco le armate pontificie. Ad ogni modo il Caetani da solo non poté resistere a lungo contro l'esercito pontificio e dovette fuggire, non prima di vedere morto suo figlio Girolamo e, fortunatamente, scampato suo figlio Camillo che si portò a Pitigliano.
Non contento di quanto fatto, il 23 novembre 1499 Alessandro VI decise di aprire un processo contro i fuggitivi e i catturati contro i quali venne anche levata l'accusa di aver avvelenato il fratello maggiore Nicola. I feudi dei Caetani, quindi, vennero venduti nel 1500 a Lucrezia Borgia per poi essere attribuiti nel 1501 a Rodrigo d'Aragona, figlio di Lucrezia e del duca di Bisceglie, col titolo di ducato.

#### L'esilio a Mantova
Fuggendo, Guglielmo si portò a Mantova, lasciando la madre e la moglie a Roma. Qui godette della protezione dei marchesi Gonzaga. Quando Alessandro VI seppe che il Caetani si era rifugiato a Mantova, fece dapprima pressione presso il marchese Francesco II, ma di fronte alla sua insistenza decisero di far intervenire addirittura re Luigi XII di Francia, di fronte alla minaccia del quale il Gonzaga venne costretto a escludere la presenza del Caetani nel territorio mantovano. Costretto da forze superiori, Francesco II ad ogni modo non lasciò Guglielmo in balia dei suoi nemici e scrisse invece all'imperatore Massimiliano I d'Asburgo, raccomandandogli la persona del nobile romano che a sua detta "nulla sua culpa, nullo crimine a pontificis gentibus possessione hereditaria status spoliatus, miseram et indignam patitur sortem".
Tornato a Mantova nel 1503, venne a sapere in quell'anno della morte di Alessandro VI, il 18 agosto, e che la moglie e la madre avevano ripreso possesso di Sermoneta contro le mire dei Borgia che avevano cercato di far valere senza successo i diritti del giovanissimo Rodrigo d'Aragona. Il 6 settembre di quello stesso anno, Guglielmo rientrò trionfalmente a Sermoneta.
Un nuovo conflitto sembrava ad ogni modo profilarsi dopo la caduta dei Borgia a Roma dal momento che al confine con il regno di Napoli si era portato l'esercito francese, comandato dal marchese di Mantova, pronto a scontrarsi con quello spagnolo capeggiato da Gonzalo de Cordoba. Sermoneta si trovava ancora una volta nel mezzo e Guglielmo scelse di appoggiare l'esercito francese, più che altro per riconoscenza nei confronti del duca di Mantova che a suo tempo l'aveva aiutato e supportato.

### Il ritorno a Roma, la riabilitazione e gli ultimi anni
Dopo la morte di Pio III, Giacomo si legò sempre più al cardinale Giuliano Della Rovere, uno dei principali oppositori della politica nepotistica dei Borgia nonché nemico giurato di Cesare Borgia del quale aveva sempre contestato crudele condotta militare. Per appoggiare l'elezione del cardinale Della Rovere, Giacomo sfruttò anche l'influenza di suo nipote Alessandro Farnese presso il consiglio dei cardinali e fu probabilmente questo uno dei motivi per cui il cardinale Della Rovere, una volta eletto pontefice col nome di Giulio II, si dimostrò da subito riconoscente nei confronti del Caetani.
Già dal 24 gennaio 1504, infatti, il nuovo papa emanò la bolla Romani Pontificis providentia la quale innanzitutto sconfessava la bolla di Alessandro VI del 1499 che aveva scomunicato i Caetani e li aveva privati di tutti i loro beni, ma riabilitò completamente Giacomo e la sua famiglia, definendoli delle vittime di una politica scellerata di tempi bui che per fortuna potevano dirsi conclusi. Ad ogni modo non fu fino alla morte di Rodrigo d'Aragona nel 1512 che il Caetani poté riprendere a tutti gli effetti e pienamente possesso dei propri titoli e delle proprie terre senza contestazioni.
Gli ultimi anni di vita, dunque, Guglielmo li trascorse nei propri feudi, lontano dalle contese politiche e militari, dedicandosi all'amministrazione dei propri beni di famiglia, ripristinando buoni rapporti con Sezze e predisponendo nuove fortificazioni a San Felice Circeo contro i corsari barbareschi. Si preoccupò in parte anche di bonificare le paludi Pontine, concludendo nel 1513 un accordo con papa Leone X e l'Università di Terracina per sostenere anche economicamente i lavori nell'area al fine di ricavarne nuove terre agricole. Si dedicò anche all'attività bancaria (in unione a quella dei Chigi) e di prestiti, finanziando i progetti dello stesso Leone X, dei cardinali Alessandro Cesarini e Alessandro Farnese e dei condottieri Annibale Rangoni e Giovanni delle Bande Nere.
In questa situazione di relativa pace, ad ogni modo, dovette affrontare problematiche di ordine interno in quanto in tre occasioni (1515, 1517 e 1519), i Caetani di Maenza suoi parenti tentarono di occupare la rocca di Sermoneta e di ucciderlo col figlio Camillo. All'ultimo di questi tentativi, prese parte anche Prospero Colonna, un tempo alleato di Giacomo, che però negli ultimi tempi gli si era allontanato perché simpatizzante dell'esercito spagnolo. Guglielmo, a questo punto, chiese ed ottenne nel 1519 il diretto interessamento del Sacro Collegio dei cardinali nella questione per l'intervento armato di un membro della nobiltà romana contro di lui. Del caso si occupò il cardinale Giulio de' Medici, ma Guglielmo morì prima che il processo potesse concludersi, nel dicembre del 1519. Dopo la morte del Caetani, il caso venne frettolosamente concluso con un nulla di fatto.

## Albero genealogico
|                                             |                                        |                                          | Genitori                              |  |  | Nonni |  |  | Bisnonni          |  |  | Trisnonni                               |  |
|                                             |                                        |                                          |                                       |  |  |       |  |  | Iacobello Caetani |  |  | Giacomo Caetani, V signore di Sermoneta |  |
|                                             |                                        |                                          |                                       |  |  |       |  |  | Iacobello Caetani |  |  | Giacomo Caetani, V signore di Sermoneta |  |
|                                             |                                        | Sveva Sanseverino, signora di Piedimonte |                                       |  |  |       |  |  | Iacobello Caetani |  |  |                                         |  |
| Giacomo Caetani, VI consignore di Sermoneta |                                        |                                          |                                       |  |  |       |  |  | Iacobello Caetani |  |  |                                         |  |
|                                             |                                        | Roasia d'Eboli                           | Pietro d'Eboli, signore di Macchia    |  |  |       |  |  |                   |  |  |                                         |  |
|                                             |                                        | Roasia d'Eboli                           | Pietro d'Eboli, signore di Macchia    |  |  |       |  |  |                   |  |  |                                         |  |
|                                             |                                        | Roasia d'Eboli                           | …                                     |  |  |       |  |  |                   |  |  |                                         |  |
| Onorato Caetani, VII signore di Sermoneta   |                                        | Roasia d'Eboli                           |                                       |  |  |       |  |  |                   |  |  |                                         |  |
|                                             |                                        | Pirro Orsini, V conte di Nola            | Roberto Orsini, IV conte di Nola      |  |  |       |  |  |                   |  |  |                                         |  |
|                                             |                                        | Pirro Orsini, V conte di Nola            | Roberto Orsini, IV conte di Nola      |  |  |       |  |  |                   |  |  |                                         |  |
|                                             |                                        | Pirro Orsini, V conte di Nola            | Margherita Sanseverino                |  |  |       |  |  |                   |  |  |                                         |  |
| Giovannella Orsini                          |                                        | Pirro Orsini, V conte di Nola            |                                       |  |  |       |  |  |                   |  |  |                                         |  |
|                                             |                                        | …                                        | …                                     |  |  |       |  |  |                   |  |  |                                         |  |
|                                             |                                        | …                                        | …                                     |  |  |       |  |  |                   |  |  |                                         |  |
|                                             |                                        | …                                        | …                                     |  |  |       |  |  |                   |  |  |                                         |  |
| Guglielmo Caetani, II duca di Sermoneta     |                                        | …                                        |                                       |  |  |       |  |  |                   |  |  |                                         |  |
|                                             | Giovanni Orsini, V signore di Vicovaro | Francesco Orsini, V signore di Vicovaro  |                                       |  |  |       |  |  |                   |  |  |                                         |  |
|                                             | Giovanni Orsini, V signore di Vicovaro | Francesco Orsini, V signore di Vicovaro  |                                       |  |  |       |  |  |                   |  |  |                                         |  |
|                                             | Giovanni Orsini, V signore di Vicovaro | Giovanna Caracciolo                      |                                       |  |  |       |  |  |                   |  |  |                                         |  |
| Francesco Orsini, I duca di Gravina         | Giovanni Orsini, V signore di Vicovaro |                                          |                                       |  |  |       |  |  |                   |  |  |                                         |  |
|                                             |                                        | Bartolomea Spinelli                      | Niccolò Spinelli, conte di Gioia      |  |  |       |  |  |                   |  |  |                                         |  |
|                                             |                                        | Bartolomea Spinelli                      | Niccolò Spinelli, conte di Gioia      |  |  |       |  |  |                   |  |  |                                         |  |
|                                             |                                        | Bartolomea Spinelli                      | Simona della Marra                    |  |  |       |  |  |                   |  |  |                                         |  |
| Caterina Orsini                             |                                        | Bartolomea Spinelli                      |                                       |  |  |       |  |  |                   |  |  |                                         |  |
|                                             |                                        | Ugone Scillato, signore di Ceppaloni     | Nicola Scillato, signore di Ceppaloni |  |  |       |  |  |                   |  |  |                                         |  |
|                                             |                                        | Ugone Scillato, signore di Ceppaloni     | Nicola Scillato, signore di Ceppaloni |  |  |       |  |  |                   |  |  |                                         |  |
|                                             |                                        | Ugone Scillato, signore di Ceppaloni     | Luisa d'Alemagna                      |  |  |       |  |  |                   |  |  |                                         |  |
| Maria Scillato, signora di Ceppaloni        |                                        | Ugone Scillato, signore di Ceppaloni     |                                       |  |  |       |  |  |                   |  |  |                                         |  |
|                                             |                                        | Maria di Molise                          | …                                     |  |  |       |  |  |                   |  |  |                                         |  |
|                                             |                                        | Maria di Molise                          | …                                     |  |  |       |  |  |                   |  |  |                                         |  |
|                                             |                                        | Maria di Molise                          | …                                     |  |  |       |  |  |                   |  |  |                                         |  |
|                                             |                                        | Maria di Molise                          |                                       |  |  |       |  |  |                   |  |  |                                         |  |